# 奇袭白虎团

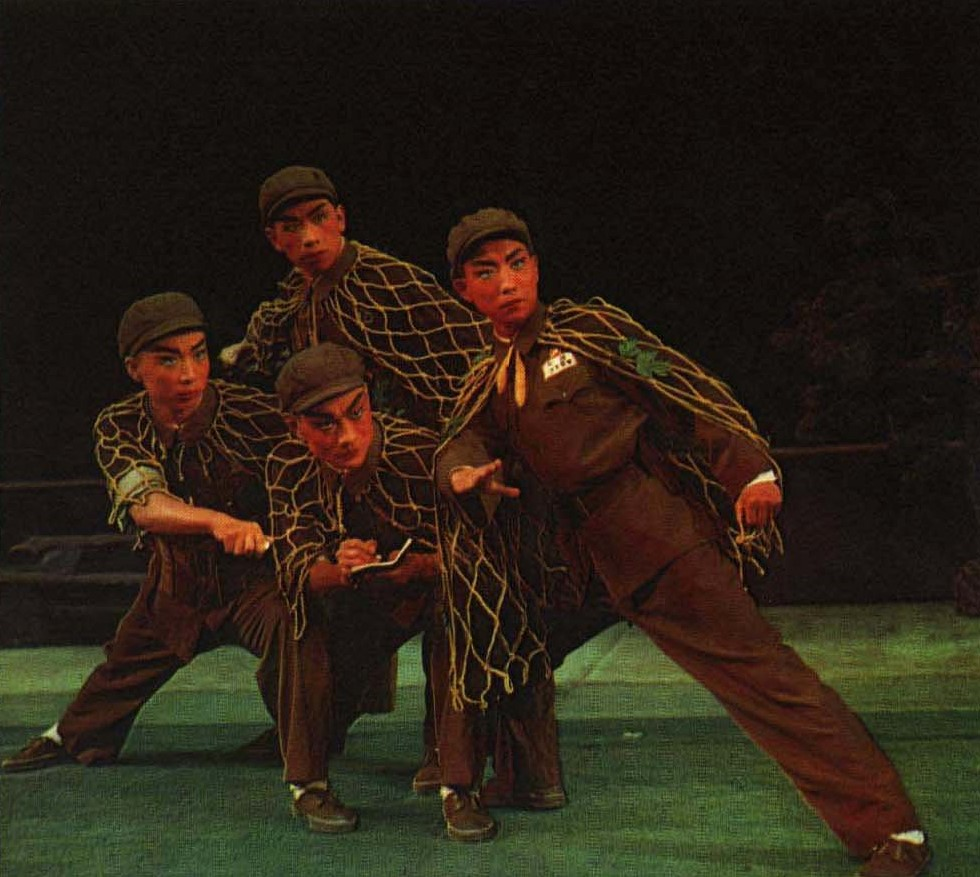
《奇袭白虎团》1967年演出剧照

《奇袭白虎团》是一出以中国抗美援朝战争为题材编演的现代京剧，后成为文化大革命期间“八个样板戏”之一。该剧由中国人民志愿军京剧团（后并入山东省京剧院）主创，根据金城战役二青洞以南战斗中的真实经历改编，讲述了志愿军的一支侦察小队化妆奇袭韩军王牌部队“白虎团”指挥部的故事。与其他样板戏相比，该剧的特色在于特别凸显中朝友谊和国际主义精神，艺术上则以武戏见长。1972年，该剧搬上银幕，由宋玉庆、方荣翔主演，长春电影制片厂摄制，苏里、王炎执导。

## 历史原型
1953年6月，朝鲜人民军、中国人民志愿军、以美军为首的联合国军已就朝鲜战争停战协定的内容达成共识，唯韩国總統李承晚拒绝签署协定。志愿军遂于7月13日晚间发动针对韩国国军的金城战役。开战后，在金城西南地区战场上，志愿军第20兵团第68军第203师（师长杨栋梁）迅速突破韩军首都机械化步兵师团（韩军称师为师团）的防线。第609团第2营及第607团1个侦查班组成的穿插支队，自13日午夜至14日凌晨的3个小时内，向守军纵深急速穿插，战斗11次，前进9公里，歼灭美军第555炮兵营大部、韩军首都师机甲团第2营大部，击杀机甲团团长陆根洙，志愿军军史中称之为“二青洞以南战斗”。:1028-1031:478-480:341-398
穿插支队的先头侦察班受命化装成美军顾问和韩军士兵，奇袭位于二青洞的首都师第1团团部。侦察班由副排长杨育才率领10名战士和2名朝鲜族联络员组成。他们巧妙穿过多重哨卡，直捣第1团团部，击毙多名军官，切断第1团与上下级之间的无线电通讯，导致其指挥系统陷入瘫痪，使首都師的作戰計劃完全无法执行，從而对金城西南地区战斗产生了决定性的影响。当时恰好身在第1团团部的首都师副师长林益淳（ Im Ik-sun）在突围时失散，遭志愿军第204师俘虏。事后，侦察班荣立集体特等功，杨育才荣获特等功和“一级战斗英雄”称号。:1028-1031:478-480:341-398
韩军首都师自称“猛虎部隊”并以“虎头”为标志，因此志愿军方面称第1团为“白虎团”。:344在奇袭中，侦察班在团部缴获一面有虎头图案及（意为“首都师团”）字样的旗帜，因此该旗被认为是第1团团旗，现藏于中国人民革命军事博物馆。:311但因旗上有五环图案和“優勝”字样，也被怀疑其是否确系军旗。

## 创作历程
事后，第203师通讯干事王程远实地考察战场，采访作战士兵，将此次行动写成战地报道，在《人民日报》上发表。之后又扩充为报告文学《奇袭》，于1956年先是在《解放军报》上刊登，后又收入《志愿军英雄传》，由人民文学出版社出版，最后作为单行本出版。:23-24

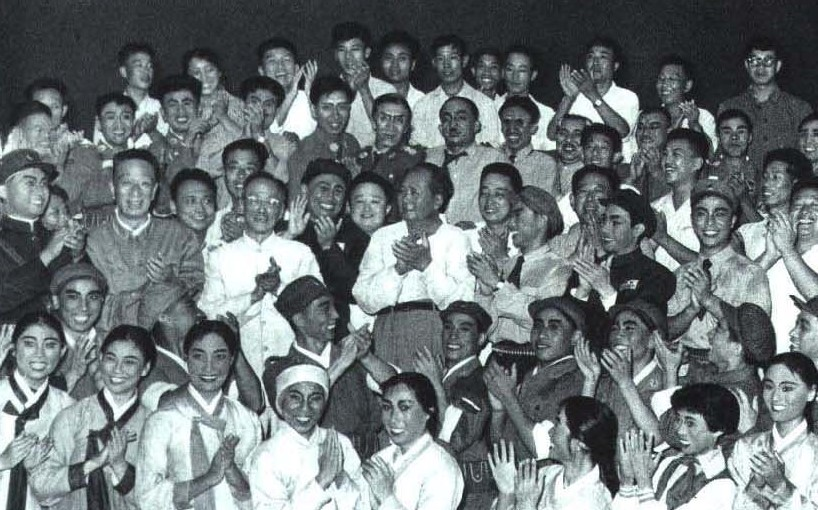
毛泽东观看演出后与剧组合影

与此同时，志愿军京剧团李师斌、方荣翔、李贵华、殷宝忠等人创作编演了现代京剧《奇袭白虎团》，在军中演出。1958年末，志愿军归国后，京剧团集体转业，与山东省京剧团合并。次年，《奇袭白虎团》正式在舞台上公演，广受好评，在强调京剧现代戏的时代背景下，成为山东省主抓的重点剧目。1964年6月，在北京举行的京剧现代戏观摩演出大会上，由宋玉庆（饰严伟才）、方荣翔（饰团长）领衔主演的《奇袭白虎团》一炮而红。8月，毛泽东在北戴河观看了《奇袭白虎团》，对演出表示肯定。之后剧组一度与八一电影制片厂合作拍摄影片，但为了进一步打造样板而中途终止。1967年5月，为纪念《在延安文艺座谈会上的讲话》二十五周年，《奇袭白虎团》与《红灯记》、《沙家浜》、《智取威虎山》、《海港》等现代京剧同时在首都演出，并首度正式合称为“样板戏”。1970年7月，为准备拍摄电影，剧组再度入京接受审查，进行最后的修改。自1964年至1970年，《奇袭白虎团》经历了多次审查和反复修改，江青提出了大量艺术方面的意见，主管外交的周恩来也基于外事的考量提出修改意见。:28-60:95-98
1970年12月，剧组来到长春，开始与长春电影制片厂合作拍摄电影，由苏里和王炎担任导演。因宋玉庆患上肝炎需要养病，而样板戏主演不得变动，故拍摄周期长达一年十个月。又因宋玉庆嗓子受伤，许多唱段为后期拼接而成。1972年9月，电影通过江青审查，10月1日国庆节上映。:154:120:147

## 故事情节
全剧分九场，另有序幕和尾声。故事讲述1953年，美军和李伪军假谈真打，破坏朝鲜战争停战谈判。朝鲜群众、朝鲜劳动党党员崔大娘因侦查伪军地形而被杀害。曾在崔大娘家养重伤的侦查排长严伟才和手下战士们得知后，回团部坚决请战。王团长和关政委正好接到师首长派下的任务，要组织穿插营和尖刀班，奇袭安平山另一侧的伪军白虎团团部。严伟才担任尖刀班指挥员，朝鲜人民军的两位联络员也参加战斗。尖刀班跋山涉水，有勇有谋地穿过重重哨卡，终于捣毁白虎团团部，击毙伪军机甲团长，俘获白虎团团长和美军顾问。

| 剧本情节                                                                           | 历史原型:365-370:478-480                                                                                             |
| ---------------------------------------------------------------------------------- | --- |
| 严伟才，侦察排排长                                                                 | 杨育才，侦察排副排长                                                                                                 |
| 张顺和，侦察班班长                                                                 | 赵顺合，侦察班副班长                                                                                                 |
| 吕佩禄，侦察班战士                                                                 | 李培禄，侦察班班长                                                                                                   |
| 鲍玉禄，侦察班战士                                                                 | 包月录，侦察班战士                                                                                                   |
| 胡书彬，侦察班战士                                                                 | 侯时斌，侦察班战士                                                                                                   |
| 韩大年，朝鲜人民军侦察排副排长                                                     | 韩淡年，中国人民志愿军朝鲜族联络员                                                                                   |
| 金大勇，朝鲜人民军侦察排战士                                                       | 金大柱，中国人民志愿军朝鲜族联络员                                                                                   |
| 严伟才误踩地雷，脱险后全班为避雷而涉水前行                                         | 赵顺合误踩地雷，脱险后全班为避雷而涉水前行                                                                           |
| 从落单伪军士兵口中问出口令“古伦木——欧巴”，借此巧妙通过哨卡                         | 史实。“古伦木”即朝鲜语 gureum，指云朵；“欧巴”即朝鲜语／ ubak，指冰雹                                                 |
| 行动途中得到朝鲜群众崔大嫂的帮助                                                   | 虚构 |
| 伪军机甲团团长被严伟才在白虎团团部击毙                                             | 韩军机甲团团长陆根洙在奇袭发生时已离开第1团团部，在指挥部队时被穿插支队突袭击毙                                      |
| 伪军白虎团团长从团部逃走后被严伟才生擒；美军顾问扮成士兵脱逃后被尖刀班其他战士俘虏 | 韩军第1团团长崔世寅（ Choe Se-in）遇袭后突围成功；韩军首都师副师长林益淳遇袭后在突围过程中失散，被志愿军其他部队俘虏 |

### 场次 (1972年09月演出本)
- 序　幕：并肩前进
- 第一场：战斗友谊
- 第二场：坚持斗争
- 第三场：侦查
- 第四场：请战
- 第五场：宣誓出发
- 第六场：插入敌后
- 第七场：智夺哨所
- 第八场：带路越险
- 第九场：奇袭伪团部
- 尾　声：乘胜追击

### 流行唱段
- 严伟才（第一场）：同志们一番辩论心明亮，识破敌人鬼心肠。美帝野心实狂妄，梦想世界逞霸强。失败时它笑里藏刀把“和平”讲，一旦间缓过劲来张牙舞爪又疯狂。任凭它假谈真打施伎俩，狼披羊皮总是狼。对敌从不抱幻想，我们还要更警惕，紧握枪，打败美帝野心狼！
- 王团长（第五场）：趁夜晚出奇兵突破防线，猛穿插巧迂回分割围歼。入敌后把它的逃路截断，定叫它首尾难顾无法增援。痛歼敌人在今晚，决不让美李匪帮一人逃窜！

## 艺术特色

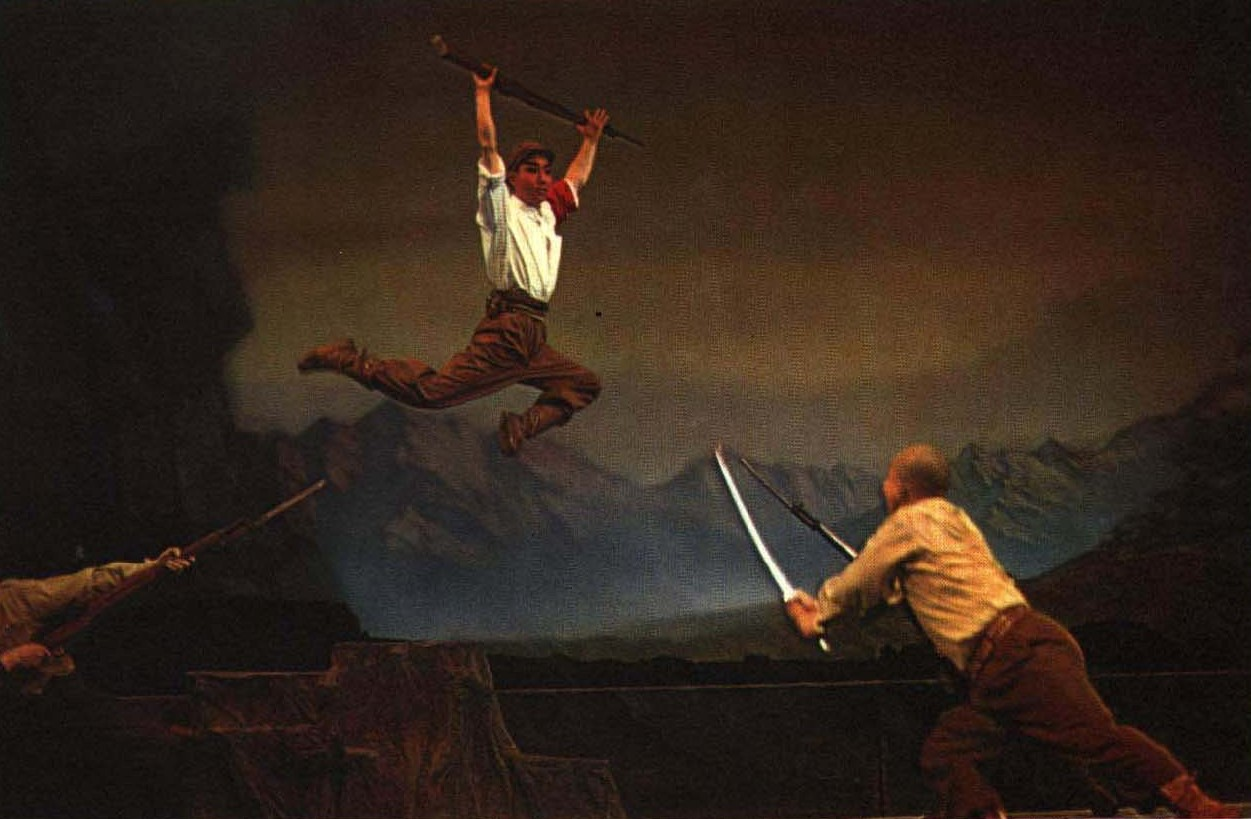
《奇袭白虎团》以武戏见长

与其他样板戏以剧本文学和戏曲唱腔见长不同，《奇袭白虎团》的特色在于其舞台呈现，尤其是舞蹈化的武打动作，将传统武戏和现代军事生活结合得“臻于化境”。:335:454-455最初出演严伟才的是老生李师斌，他工于演唱，但年龄略长，表演武戏略显吃力，因此后来换成年纪较轻的文武老生宋玉庆。

## 外交任务

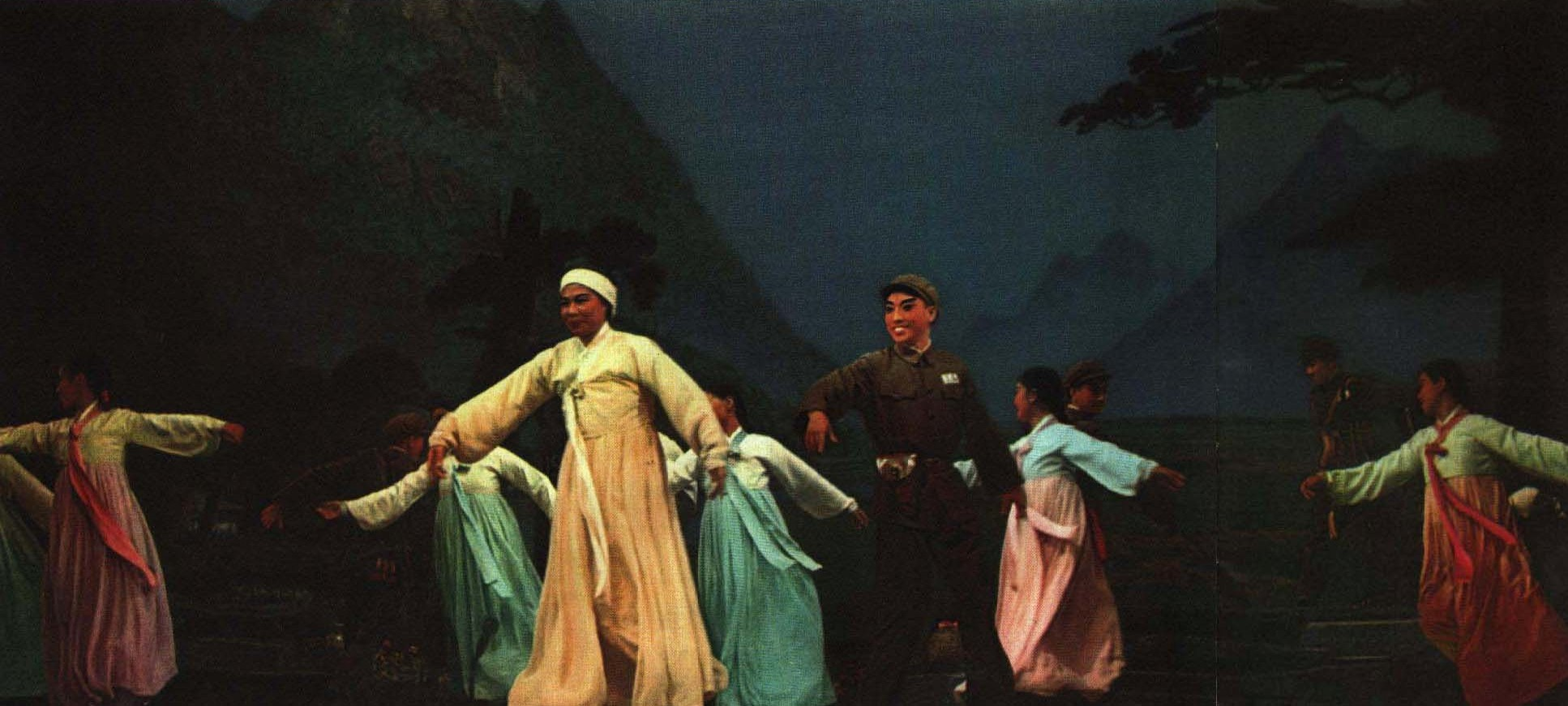
《奇袭白虎团》突出中朝友谊

不同于其他样板戏关注国内主题，《奇袭白虎团》是唯一一部以中国抗美援朝为题材的样板戏，尤其凸出中朝友谊及其背后的国际主义精神。在当时的冷战格局下，以演奏《国际歌》开幕和闭幕的《奇袭白虎团》经常承担给来自社会主义阵营和第三世界友好国家的使节、访华人士演出的外交任务。:101-102

## 衍生作品
- 1964年，北方昆曲剧团、浙江昆苏剧团先后移植排演了昆剧《奇袭白虎团》。[25]:203
- 1968年发行的“毛主席的革命文艺路线胜利万岁”邮票一套9枚中，第6枚为京剧《奇袭白虎团》。[26]
- 1971年至1974年，出版了多种连环画（小人书）《奇袭白虎团》。[10]:72
- 1972年北京曲艺团梁厚民开始登台表演自己改编创作的快板书《奇袭白虎团》，产生广泛影响。[27]:133